# Steaua Liberă
Steaua Liberă este un site de sport creat de și pentru suporterii clubului sportiv Steaua București .  Site-ul este cunoscut pe scară largă în rândul presei din România, postul de televiziune Antena 1 și alte mass-media descriindu-l ca un „nucleu dur și influent” în cadrul comunității de fani ai clubului Steaua București . La sfârșitul lui 2024, site-ul Golazo.ro a numit comunitatea Steaua Liberă ”cea mai veche și cea mai reprezentativă pentru suporterii echipei din Ghencea”.

## Istorie
Steaua Liberă a început ca o mișcare a suporterilor steliști împotriva lui Gigi Becali, la mijlocul anilor 2000, când toată lumea credea că echipa lui Becali, Fotbal Club FCSB, era Steaua București. Fanii au dus apoi mișcarea online, unde au format o comunitate puternică, cu o voce importantă în fotbalul românesc, urmărită îndeaproape de presa din România.
Comunitatea s-a extins rapid pe Facebook și, în decembrie 2016, și-a lansat propriul site. Pe site, comunitatea a publicat constant articole, interviuri și multe alte informații și materiale despre Steaua București. Steaua Liberă nu se ferește să îi atace pe cei despre care crede că fac rău clubului Steaua București, ziare importante românești precum Gazeta Sporturilor sau ProSport citând constant site-ul.

### Sprijinirea colonelului Florin Talpan, consilierul juridic al Stelei București
Pe lângă sprijinirea antrenorilor și jucătorilor clubului, Steaua Liberă și-a exprimat și sprijinul pentru colonelul Florin-Costel Talpan, consilierul juridic al Stelei București.  Prin acțiunile sale, Talpan a reușit să-l învingă pe Becali în instanță și să obțină o hotărâre judecătorească care să îi interzică clubului Fotbal Club FCSB să folosească numele și marca Steaua București. De asemenea, a jucat un rol esențial în reactivarea echipei de fotbal Steaua București, realizare care a adus alături de el o mulțime de suporteri Stelei București.
De nenumărate ori, Steaua Liberă și-a anunțat sprijinul pentru Talpan  solicitând și ca acesta să fie numit președinte al clubului Steaua București.

### Publicarea unor știri importante despre Steaua București
Reputația site-ului a crescut după ce a publicat numeroase articole importante de știri despre Steaua București și fotbalul românesc.  Unul dintre primele astfel de articole a fost acela de prezentare și explicare a deciziei prin care Curtea de Apel București a interzis Fotbal Club FCSB să folosească denumirea „Steaua”. Folosind informațiile publicate pe Steaua Liberă, presa română a investigat cazul în amănunt.
Alte articole importante publicate de Steaua Liberă includ transferuri de jucători,  știri generale despre Steaua București,  promovarea lui Florin Talpan la gradul de colonel,   știri despre numeroasele scandaluri din cadrul clubului stelist  sau informații despre procesele dintre Steaua Bucuresti și Fotbal Club FCSB.  Toate acestea au făcut ca reputația și credibilitatea site-ului să crească. Numărul fanilor și al urmăritorilor săi a crescut și el.

### Trecerea pe alte platforme
În iunie 2017, Steaua Liberă și-a lansat propriul canal de Youtube, numit tot Steaua Liberă. Popularitatea sa a crescut și ea rapid, reușind să ajungă la peste 100 de videoclipuri publicate în mai puțin de un an, majoritatea conținut original, și să adune peste 2.000 de abonați. Una dintre cele mai bune zile pentru canalul de Youtube Steaua Liberă a avut loc pe 8 mai 2018, când un interviu cu Florin Talpan a devenit viral, numeroase ziare și canale de televiziune prezentându-l. 
În urma succesului înregistrat pe Youtube, Steaua Liberă s-a extins și pe Twitter și Instagram .
Pe 20 iulie 2020, Costin Ștucan, jurnalist care lucrează la Gazeta Sporturilor și gazda emisiunii pe internet GSP Live, l-a invitat în emisiunea sa pe Adrian Topîrceanu, cunoscut și sub numele de Adi 2, membru al Stelei Liberă. În emisiune, Adi 2 a dezvăluit mai multe documente importante, unul dintre ele arătând că Fotbal Club FCSB funcționează ilegal. 

## Conflict cu suporterii FC FCSB
Pe lângă rivalitățile tradiționale cu suporterii CS Rapid București și CS Dinamo București, membrii comunității Steaua Liberă sunt implicați și într-un conflict cu suporterii FC FCSB, pe care îi numesc în mod constant „ oi ”,  deoarece, în tinerețe, Gigi Becali, omul care conducea FC FCSB, a fost cioban .